# Olympische Sommerspiele 2020/Basketball – 3×3 (Frauen)
Das 3×3-Basketballturnier der Frauen bei den Olympischen Spielen 2020 fand vom 25. bis 29. Juli im Aomi Urban Sports Park statt.

## Qualifikation
| Qualifikationswettbewerb                               | Datum              | Gastgeber  | Plätze | Qualifizierte Teams |
| ------------------------------------------------------ | ------------------ | ---------- | ------ | ------------------- |
| Gastgeber                                              |                    |            | 0      | – 1                 |
| FIBA 3×3 Weltrangliste                                 | 1. November 2019   | Utsunomiya | 4      | ROC                 |
| FIBA 3×3 Weltrangliste                                 | 1. November 2019   | Utsunomiya | 4      | China               |
| FIBA 3×3 Weltrangliste                                 | 1. November 2019   | Utsunomiya | 4      | Mongolei            |
| FIBA 3×3 Weltrangliste                                 | 1. November 2019   | Utsunomiya | 4      | Rumänien            |
| Qualifikationsturnier 2020                             | 26.–30. Mai 2021 2 | Graz       | 3      | Vereinigte Staaten  |
| Qualifikationsturnier 2020                             | 26.–30. Mai 2021 2 | Graz       | 3      | Frankreich          |
| Qualifikationsturnier 2020                             | 26.–30. Mai 2021 2 | Graz       | 3      | Japan               |
| FIBA Universality-driven Olympia-Qualifikationsturnier | 4.–6. Juni 2021 3  | Budapest   | 1      | Italien             |
| Gesamt                                                 | Gesamt             | Gesamt     | 8      | 8                   |

## Kader
| Team               | Spielerinnen             | Spielerinnen        | Spielerinnen           | Spielerinnen              |
| ------------------ | ------------------------ | ------------------- | ---------------------- | ------------------------- |
| Frankreich         | Ana Cata-Chitiga         | Laëtitia Guapo      | Marie-Ève Paget        | Mamignan Touré            |
| ROC                | Marija Tscherepanowa     | Olga Frolkina       | Julija Kosik           | Anastassija Logunowa      |
| China              | Wan Jiyuan               | Wang Lili           | Yang Shuyu             | Zhang Zhiting             |
| Rumänien           | Claudia Cuic             | Gabriela Mărginean  | Ancuţa Stoenescu       | Sonia Ursu-Kim            |
| Italien            | Chiara Consolini         | Rae D’Alie          | Marcella Filippi       | Giulia Rulli              |
| Japan              | Stephanie Mawuli         | Risa Nishioka       | Mio Shinozaki          | Mai Yamamoto              |
| Mongolei           | Enkhtaivany Chimeddolgor | Onolbaataryn Khulan | Bayasgalangiin Solongo | Mönkhsaikhany Tserenlkham |
| Vereinigte Staaten | Stefanie Dolson          | Allisha Gray        | Kelsey Plum            | Jackie Young              |

## Ergebnisse

### Vorrunde
| Platz | Team               | Spiele | Siege | Ndlg. | Körbe   | Diff. |
| ----- | ------------------ | ------ | ----- | ----- | ------- | ----- |
| 1.    | Vereinigte Staaten | 7      | 6     | 1     | 136:98  | +38   |
| 2.    | ROC                | 7      | 5     | 2     | 129:90  | +39   |
| 3.    | China              | 7      | 5     | 2     | 127:97  | +30   |
| 4.    | Japan              | 7      | 5     | 2     | 130:97  | +33   |
| 5.    | Frankreich         | 7      | 4     | 3     | 118:116 | +2    |
| 6.    | Italien            | 7      | 2     | 5     | 98:125  | −27   |
| 7.    | Rumänien           | 7      | 1     | 6     | 89:142  | −53   |
| 8.    | Mongolei           | 7      | 0     | 7     | 79:141  | −62   |

| 24. Juli 2021 10:15 Uhr (Ortszeit) | 3:15 Uhr (MESZ) | ROC                | 21 – 18 | Japan               | Aomi Urban Sports Park Schiedsrichter: Edmond Ho (HKG), Cecília Tóth (HUN) |
| 24. Juli 2021 10:15 Uhr (Ortszeit) | 3:15 Uhr (MESZ) |                    |         |                     | Aomi Urban Sports Park Schiedsrichter: Edmond Ho (HKG), Cecília Tóth (HUN) |
| 24. Juli 2021 10:15 Uhr (Ortszeit) | 3:15 Uhr (MESZ) | Punkte: Frolkina 7 |         | Punkte: Shinozaki 8 | Aomi Urban Sports Park Schiedsrichter: Edmond Ho (HKG), Cecília Tóth (HUN) |
| 24. Juli 2021 10:15 Uhr (Ortszeit) | 3:15 Uhr (MESZ) |                    |         |                     | Aomi Urban Sports Park Schiedsrichter: Edmond Ho (HKG), Cecília Tóth (HUN) |

| 24. Juli 2021 10:40 Uhr (Ortszeit) | 3:40 Uhr (MESZ) | China               | 21 – 10 | Rumänien       | Aomi Urban Sports Park Schiedsrichter: Marek Maliszewski (POL), Vanessa Devlin (AUS) |
| 24. Juli 2021 10:40 Uhr (Ortszeit) | 3:40 Uhr (MESZ) |                     |         |                | Aomi Urban Sports Park Schiedsrichter: Marek Maliszewski (POL), Vanessa Devlin (AUS) |
| 24. Juli 2021 10:40 Uhr (Ortszeit) | 3:40 Uhr (MESZ) | Punkte: Wan, Yang 6 |         | Punkte: Cuic 4 | Aomi Urban Sports Park Schiedsrichter: Marek Maliszewski (POL), Vanessa Devlin (AUS) |
| 24. Juli 2021 10:40 Uhr (Ortszeit) | 3:40 Uhr (MESZ) |                     |         |                | Aomi Urban Sports Park Schiedsrichter: Marek Maliszewski (POL), Vanessa Devlin (AUS) |

| 24. Juli 2021 14:00 Uhr (Ortszeit) | 7:00 Uhr (MESZ) | ROC                | 19 – 9 | China         | Aomi Urban Sports Park Schiedsrichter: Vanessa Devlin (AUS), Cecília Tóth (HUN) |
| 24. Juli 2021 14:00 Uhr (Ortszeit) | 7:00 Uhr (MESZ) |                    |        |               | Aomi Urban Sports Park Schiedsrichter: Vanessa Devlin (AUS), Cecília Tóth (HUN) |
| 24. Juli 2021 14:00 Uhr (Ortszeit) | 7:00 Uhr (MESZ) | Punkte: Frolkina 7 |        | Punkte: Wan 4 | Aomi Urban Sports Park Schiedsrichter: Vanessa Devlin (AUS), Cecília Tóth (HUN) |
| 24. Juli 2021 14:00 Uhr (Ortszeit) | 7:00 Uhr (MESZ) |                    |        |               | Aomi Urban Sports Park Schiedsrichter: Vanessa Devlin (AUS), Cecília Tóth (HUN) |

| 24. Juli 2021 14:25 Uhr (Ortszeit) | 7:25 Uhr (MESZ) | Rumänien           | 8 – 20 | Japan            | Aomi Urban Sports Park Schiedsrichter: Sara El-Sharnouby (EGY), Markos Michaelides (SUI) |
| 24. Juli 2021 14:25 Uhr (Ortszeit) | 7:25 Uhr (MESZ) |                    |        |                  | Aomi Urban Sports Park Schiedsrichter: Sara El-Sharnouby (EGY), Markos Michaelides (SUI) |
| 24. Juli 2021 14:25 Uhr (Ortszeit) | 7:25 Uhr (MESZ) | Punkte: Ursu-Kim 3 |        | Punkte: Mawuli 9 | Aomi Urban Sports Park Schiedsrichter: Sara El-Sharnouby (EGY), Markos Michaelides (SUI) |
| 24. Juli 2021 14:25 Uhr (Ortszeit) | 7:25 Uhr (MESZ) |                    |        |                  | Aomi Urban Sports Park Schiedsrichter: Sara El-Sharnouby (EGY), Markos Michaelides (SUI) |

| 24. Juli 2021 17:30 Uhr (Ortszeit) | 10:30 Uhr (MESZ) | Italien          | 15 – 14 | Mongolei          | Aomi Urban Sports Park Schiedsrichter: Shi Qirong (CHN), Vlad Ghizdăreanu (ROU) |
| 24. Juli 2021 17:30 Uhr (Ortszeit) | 10:30 Uhr (MESZ) |                  |         |                   | Aomi Urban Sports Park Schiedsrichter: Shi Qirong (CHN), Vlad Ghizdăreanu (ROU) |
| 24. Juli 2021 17:30 Uhr (Ortszeit) | 10:30 Uhr (MESZ) | Punkte: D’Alie 8 |         | Punkte: Solongo 7 | Aomi Urban Sports Park Schiedsrichter: Shi Qirong (CHN), Vlad Ghizdăreanu (ROU) |
| 24. Juli 2021 17:30 Uhr (Ortszeit) | 10:30 Uhr (MESZ) |                  |         |                   | Aomi Urban Sports Park Schiedsrichter: Shi Qirong (CHN), Vlad Ghizdăreanu (ROU) |

| 24. Juli 2021 17:55 Uhr (Ortszeit) | 10:55 Uhr (MESZ) | Vereinigte Staaten | 17 – 10 | Frankreich             | Aomi Urban Sports Park Schiedsrichter: Jasmina Juras (SRB), Edmond Ho (HKG) |
| 24. Juli 2021 17:55 Uhr (Ortszeit) | 10:55 Uhr (MESZ) |                    |         |                        | Aomi Urban Sports Park Schiedsrichter: Jasmina Juras (SRB), Edmond Ho (HKG) |
| 24. Juli 2021 17:55 Uhr (Ortszeit) | 10:55 Uhr (MESZ) | Punkte: Dolson 7   |         | Punkte: Paget, Touré 3 | Aomi Urban Sports Park Schiedsrichter: Jasmina Juras (SRB), Edmond Ho (HKG) |
| 24. Juli 2021 17:55 Uhr (Ortszeit) | 10:55 Uhr (MESZ) |                    |         |                        | Aomi Urban Sports Park Schiedsrichter: Jasmina Juras (SRB), Edmond Ho (HKG) |

| 24. Juli 2021 21:00 Uhr (Ortszeit) | 14:00 Uhr (MESZ) | Mongolei               | 9 – 21 | Vereinigte Staaten | Aomi Urban Sports Park Schiedsrichter: Su Yu-yen (TPE), Vlad Ghizdăreanu (ROU) |
| 24. Juli 2021 21:00 Uhr (Ortszeit) | 14:00 Uhr (MESZ) |                        |        |                    | Aomi Urban Sports Park Schiedsrichter: Su Yu-yen (TPE), Vlad Ghizdăreanu (ROU) |
| 24. Juli 2021 21:00 Uhr (Ortszeit) | 14:00 Uhr (MESZ) | Punkte: Chimeddolgor 6 |        | Punkte: Gray 9     | Aomi Urban Sports Park Schiedsrichter: Su Yu-yen (TPE), Vlad Ghizdăreanu (ROU) |
| 24. Juli 2021 21:00 Uhr (Ortszeit) | 14:00 Uhr (MESZ) |                        |        |                    | Aomi Urban Sports Park Schiedsrichter: Su Yu-yen (TPE), Vlad Ghizdăreanu (ROU) |

| 24. Juli 2021 21:25 Uhr (Ortszeit) | 14:25 Uhr (MESZ) | Frankreich                    | 19 – 16 | Italien          | Aomi Urban Sports Park |
| 24. Juli 2021 21:25 Uhr (Ortszeit) | 14:25 Uhr (MESZ) |                               |         |                  | Aomi Urban Sports Park |
| 24. Juli 2021 21:25 Uhr (Ortszeit) | 14:25 Uhr (MESZ) | Punkte: Cata-Chitiga, Guapo 6 |         | Punkte: D’Alie 8 | Aomi Urban Sports Park |
| 24. Juli 2021 21:25 Uhr (Ortszeit) | 14:25 Uhr (MESZ) |                               |         |                  | Aomi Urban Sports Park |

| 25. Juli 2021 10:15 Uhr (Ortszeit) | 3:15 Uhr (MESZ) | Japan                      | 19 – 10 | Mongolei                        | Aomi Urban Sports Park Schiedsrichter: Shi Qirong (CHN), Markos Michaelides (SUI) |
| 25. Juli 2021 10:15 Uhr (Ortszeit) | 3:15 Uhr (MESZ) |                            |         |                                 | Aomi Urban Sports Park Schiedsrichter: Shi Qirong (CHN), Markos Michaelides (SUI) |
| 25. Juli 2021 10:15 Uhr (Ortszeit) | 3:15 Uhr (MESZ) | Punkte: Mawuli, Yamamoto 6 |         | Punkte: Chimeddolgor, Solongo 3 | Aomi Urban Sports Park Schiedsrichter: Shi Qirong (CHN), Markos Michaelides (SUI) |
| 25. Juli 2021 10:15 Uhr (Ortszeit) | 3:15 Uhr (MESZ) |                            |         |                                 | Aomi Urban Sports Park Schiedsrichter: Shi Qirong (CHN), Markos Michaelides (SUI) |

| 25. Juli 2021 10:40 Uhr (Ortszeit) | 3:40 Uhr (MESZ) | Rumänien            | 14 – 22 | Italien           | Aomi Urban Sports Park Schiedsrichter: Su Yu-yen (TPE), Jewgeni Ostrowski (RUS) |
| 25. Juli 2021 10:40 Uhr (Ortszeit) | 3:40 Uhr (MESZ) |                     |         |                   | Aomi Urban Sports Park Schiedsrichter: Su Yu-yen (TPE), Jewgeni Ostrowski (RUS) |
| 25. Juli 2021 10:40 Uhr (Ortszeit) | 3:40 Uhr (MESZ) | Punkte: Mărginean 6 |         | Punkte: D’Alie 13 | Aomi Urban Sports Park Schiedsrichter: Su Yu-yen (TPE), Jewgeni Ostrowski (RUS) |
| 25. Juli 2021 10:40 Uhr (Ortszeit) | 3:40 Uhr (MESZ) |                     |         |                   | Aomi Urban Sports Park Schiedsrichter: Su Yu-yen (TPE), Jewgeni Ostrowski (RUS) |

| 25. Juli 2021 14:00 Uhr (Ortszeit) | 7:00 Uhr (MESZ) | Mongolei              | 5 – 21 | ROC              | Aomi Urban Sports Park Schiedsrichter: Su Yu-yen (TPE), Vlad Ghizdareanu (ROU) |
| 25. Juli 2021 14:00 Uhr (Ortszeit) | 7:00 Uhr (MESZ) |                       |        |                  | Aomi Urban Sports Park Schiedsrichter: Su Yu-yen (TPE), Vlad Ghizdareanu (ROU) |
| 25. Juli 2021 14:00 Uhr (Ortszeit) | 7:00 Uhr (MESZ) | Punkte: Tserenlkham 3 |        | Punkte: Frolkina | Aomi Urban Sports Park Schiedsrichter: Su Yu-yen (TPE), Vlad Ghizdareanu (ROU) |
| 25. Juli 2021 14:00 Uhr (Ortszeit) | 7:00 Uhr (MESZ) |                       |        |                  | Aomi Urban Sports Park Schiedsrichter: Su Yu-yen (TPE), Vlad Ghizdareanu (ROU) |

| 25. Juli 2021 14:25 Uhr (Ortszeit) | 7:25 Uhr (MESZ) | China           | 22 – 13 | Italien          | Aomi Urban Sports Park Schiedsrichter: Cecília Tóth (HUN), Jewgeni Ostrowski (RUS) |
| 25. Juli 2021 14:25 Uhr (Ortszeit) | 7:25 Uhr (MESZ) |                 |         |                  | Aomi Urban Sports Park Schiedsrichter: Cecília Tóth (HUN), Jewgeni Ostrowski (RUS) |
| 25. Juli 2021 14:25 Uhr (Ortszeit) | 7:25 Uhr (MESZ) | Punkte: Zhang 8 |         | Punkte: D’Alie 6 | Aomi Urban Sports Park Schiedsrichter: Cecília Tóth (HUN), Jewgeni Ostrowski (RUS) |
| 25. Juli 2021 14:25 Uhr (Ortszeit) | 7:25 Uhr (MESZ) |                 |         |                  | Aomi Urban Sports Park Schiedsrichter: Cecília Tóth (HUN), Jewgeni Ostrowski (RUS) |

| 25. Juli 2021 17:30 Uhr (Ortszeit) | 10:30 Uhr (MESZ) | Rumänien       | 11 – 22 | Vereinigte Staaten | Aomi Urban Sports Park Schiedsrichter: Sara El-Sharnouby (EGY), Marek Maliszewski (POL) |
| 25. Juli 2021 17:30 Uhr (Ortszeit) | 10:30 Uhr (MESZ) |                |         |                    | Aomi Urban Sports Park Schiedsrichter: Sara El-Sharnouby (EGY), Marek Maliszewski (POL) |
| 25. Juli 2021 17:30 Uhr (Ortszeit) | 10:30 Uhr (MESZ) | Punkte: Cuic 7 |         | Punkte: Plum 12    | Aomi Urban Sports Park Schiedsrichter: Sara El-Sharnouby (EGY), Marek Maliszewski (POL) |
| 25. Juli 2021 17:30 Uhr (Ortszeit) | 10:30 Uhr (MESZ) |                |         |                    | Aomi Urban Sports Park Schiedsrichter: Sara El-Sharnouby (EGY), Marek Maliszewski (POL) |

| 25. Juli 2021 17:55 Uhr (Ortszeit) | 10:55 Uhr (MESZ) | Japan                                 | 19 – 15 | Frankreich      | Aomi Urban Sports Park Schiedsrichter: Jewgeni Ostrowski (RUS), Vanessa Devlin (AUS) |
| 25. Juli 2021 17:55 Uhr (Ortszeit) | 10:55 Uhr (MESZ) |                                       |         |                 | Aomi Urban Sports Park Schiedsrichter: Jewgeni Ostrowski (RUS), Vanessa Devlin (AUS) |
| 25. Juli 2021 17:55 Uhr (Ortszeit) | 10:55 Uhr (MESZ) | Punkte: Mawuli, Nishioka, Shinozaki 5 |         | Punkte: Paget 6 | Aomi Urban Sports Park Schiedsrichter: Jewgeni Ostrowski (RUS), Vanessa Devlin (AUS) |
| 25. Juli 2021 17:55 Uhr (Ortszeit) | 10:55 Uhr (MESZ) |                                       |         |                 | Aomi Urban Sports Park Schiedsrichter: Jewgeni Ostrowski (RUS), Vanessa Devlin (AUS) |

| 25. Juli 2021 21:00 Uhr (Ortszeit) | 14:00 Uhr (MESZ) | China                | 20 – 13 | Frankreich      | Aomi Urban Sports Park Schiedsrichter: Glenn Tuitt (USA), Jewgeni Ostrowski (RUS) |
| 25. Juli 2021 21:00 Uhr (Ortszeit) | 14:00 Uhr (MESZ) |                      |         |                 | Aomi Urban Sports Park Schiedsrichter: Glenn Tuitt (USA), Jewgeni Ostrowski (RUS) |
| 25. Juli 2021 21:00 Uhr (Ortszeit) | 14:00 Uhr (MESZ) | Punkte: Wang, Yang 7 |         | Punkte: Touré 5 | Aomi Urban Sports Park Schiedsrichter: Glenn Tuitt (USA), Jewgeni Ostrowski (RUS) |
| 25. Juli 2021 21:00 Uhr (Ortszeit) | 14:00 Uhr (MESZ) |                      |         |                 | Aomi Urban Sports Park Schiedsrichter: Glenn Tuitt (USA), Jewgeni Ostrowski (RUS) |

| 25. Juli 2021 21:25 Uhr (Ortszeit) | 14:25 Uhr (MESZ) | ROC             | 16 – 20 | Vereinigte Staaten | Aomi Urban Sports Park Schiedsrichter: Jasmina Juras (SRB), Edmond Ho (HKG) |
| 25. Juli 2021 21:25 Uhr (Ortszeit) | 14:25 Uhr (MESZ) |                 |         |                    | Aomi Urban Sports Park Schiedsrichter: Jasmina Juras (SRB), Edmond Ho (HKG) |
| 25. Juli 2021 21:25 Uhr (Ortszeit) | 14:25 Uhr (MESZ) | Punkte: Kosik 8 |         | Punkte: Gray 8     | Aomi Urban Sports Park Schiedsrichter: Jasmina Juras (SRB), Edmond Ho (HKG) |
| 25. Juli 2021 21:25 Uhr (Ortszeit) | 14:25 Uhr (MESZ) |                 |         |                    | Aomi Urban Sports Park Schiedsrichter: Jasmina Juras (SRB), Edmond Ho (HKG) |

| 26. Juli 2021 10:15 Uhr (Ortszeit) | 3:15 Uhr (MESZ) | Japan            | 12 – 15 | China          | Aomi Urban Sports Park Schiedsrichter: Marek Maliszewski (POL), Vanessa Devlin (AUS) |
| 26. Juli 2021 10:15 Uhr (Ortszeit) | 3:15 Uhr (MESZ) |                  |         |                | Aomi Urban Sports Park Schiedsrichter: Marek Maliszewski (POL), Vanessa Devlin (AUS) |
| 26. Juli 2021 10:15 Uhr (Ortszeit) | 3:15 Uhr (MESZ) | Punkte: Mawuli 5 |         | Punkte: Wang 5 | Aomi Urban Sports Park Schiedsrichter: Marek Maliszewski (POL), Vanessa Devlin (AUS) |
| 26. Juli 2021 10:15 Uhr (Ortszeit) | 3:15 Uhr (MESZ) |                  |         |                | Aomi Urban Sports Park Schiedsrichter: Marek Maliszewski (POL), Vanessa Devlin (AUS) |

| 26. Juli 2021 10:40 Uhr (Ortszeit) | 3:40 Uhr (MESZ) | Mongolei              | 14 – 22 | Rumänien                      | Aomi Urban Sports Park Schiedsrichter: Su Yu-yen (TPE), Edmond Ho (HKG) |
| 26. Juli 2021 10:40 Uhr (Ortszeit) | 3:40 Uhr (MESZ) |                       |         |                               | Aomi Urban Sports Park Schiedsrichter: Su Yu-yen (TPE), Edmond Ho (HKG) |
| 26. Juli 2021 10:40 Uhr (Ortszeit) | 3:40 Uhr (MESZ) | Punkte: Tserenlkham 6 |         | Punkte: Mărginean, Ursu-Kim 7 | Aomi Urban Sports Park Schiedsrichter: Su Yu-yen (TPE), Edmond Ho (HKG) |
| 26. Juli 2021 10:40 Uhr (Ortszeit) | 3:40 Uhr (MESZ) |                       |         |                               | Aomi Urban Sports Park Schiedsrichter: Su Yu-yen (TPE), Edmond Ho (HKG) |

| 26. Juli 2021 14:00 Uhr (Ortszeit) | 7:00 Uhr (MESZ) | Rumänien                            | 12 – 21 | ROC                          | Aomi Urban Sports Park Schiedsrichter: Vanessa Devlin (AUS), Glenn Tuitt (USA) |
| 26. Juli 2021 14:00 Uhr (Ortszeit) | 7:00 Uhr (MESZ) |                                     |         |                              | Aomi Urban Sports Park Schiedsrichter: Vanessa Devlin (AUS), Glenn Tuitt (USA) |
| 26. Juli 2021 14:00 Uhr (Ortszeit) | 7:00 Uhr (MESZ) | Punkte: Cuic, Mărginean, Ursu-Kim 4 |         | Punkte: Frolkina, Logunowa 8 | Aomi Urban Sports Park Schiedsrichter: Vanessa Devlin (AUS), Glenn Tuitt (USA) |
| 26. Juli 2021 14:00 Uhr (Ortszeit) | 7:00 Uhr (MESZ) |                                     |         |                              | Aomi Urban Sports Park Schiedsrichter: Vanessa Devlin (AUS), Glenn Tuitt (USA) |

| 26. Juli 2021 14:25 Uhr (Ortszeit) | 7:25 Uhr (MESZ) | Italien             | 10 – 22 | Japan            | Aomi Urban Sports Park Schiedsrichter: Cecília Tóth (HUN), Su Yu-yen (TPE) |
| 26. Juli 2021 14:25 Uhr (Ortszeit) | 7:25 Uhr (MESZ) |                     |         |                  | Aomi Urban Sports Park Schiedsrichter: Cecília Tóth (HUN), Su Yu-yen (TPE) |
| 26. Juli 2021 14:25 Uhr (Ortszeit) | 7:25 Uhr (MESZ) | Punkte: Consolini 4 |         | Punkte: Mawuli 8 | Aomi Urban Sports Park Schiedsrichter: Cecília Tóth (HUN), Su Yu-yen (TPE) |
| 26. Juli 2021 14:25 Uhr (Ortszeit) | 7:25 Uhr (MESZ) |                     |         |                  | Aomi Urban Sports Park Schiedsrichter: Cecília Tóth (HUN), Su Yu-yen (TPE) |

| 26. Juli 2021 17:30 Uhr (Ortszeit) | 10:30 Uhr (MESZ) | Frankreich      | 22 – 18 | Mongolei                      | Aomi Urban Sports Park Schiedsrichter: Jewgeni Ostrowski (RUS), Sara El-Sharnouby (EGY) |
| 26. Juli 2021 17:30 Uhr (Ortszeit) | 10:30 Uhr (MESZ) |                 |         |                               | Aomi Urban Sports Park Schiedsrichter: Jewgeni Ostrowski (RUS), Sara El-Sharnouby (EGY) |
| 26. Juli 2021 17:30 Uhr (Ortszeit) | 10:30 Uhr (MESZ) | Punkte: Guapo 9 |         | Punkte: Khulan, Tserenlkham 7 | Aomi Urban Sports Park Schiedsrichter: Jewgeni Ostrowski (RUS), Sara El-Sharnouby (EGY) |
| 26. Juli 2021 17:30 Uhr (Ortszeit) | 10:30 Uhr (MESZ) |                 |         |                               | Aomi Urban Sports Park Schiedsrichter: Jewgeni Ostrowski (RUS), Sara El-Sharnouby (EGY) |

| 26. Juli 2021 17:55 Uhr (Ortszeit) | 10:55 Uhr (MESZ) | Italien                 | 13 – 17 | Vereinigte Staaten     | Aomi Urban Sports Park Schiedsrichter: Shi Qirong (CHN), Vlad Ghizdareanu (ROU) |
| 26. Juli 2021 17:55 Uhr (Ortszeit) | 10:55 Uhr (MESZ) |                         |         |                        | Aomi Urban Sports Park Schiedsrichter: Shi Qirong (CHN), Vlad Ghizdareanu (ROU) |
| 26. Juli 2021 17:55 Uhr (Ortszeit) | 10:55 Uhr (MESZ) | Punkte: D’Alie, Rulli 4 |         | Punkte: Dolson, Gray 6 | Aomi Urban Sports Park Schiedsrichter: Shi Qirong (CHN), Vlad Ghizdareanu (ROU) |
| 26. Juli 2021 17:55 Uhr (Ortszeit) | 10:55 Uhr (MESZ) |                         |         |                        | Aomi Urban Sports Park Schiedsrichter: Shi Qirong (CHN), Vlad Ghizdareanu (ROU) |

| 26. Juli 2021 21:00 Uhr (Ortszeit) | 14:00 Uhr (MESZ) | Vereinigte Staaten | 21 – 19 | China          | Aomi Urban Sports Park Schiedsrichter: Sara El-Sharnouby (EGY), Markos Michaelides (SUI) |
| 26. Juli 2021 21:00 Uhr (Ortszeit) | 14:00 Uhr (MESZ) |                    |         |                | Aomi Urban Sports Park Schiedsrichter: Sara El-Sharnouby (EGY), Markos Michaelides (SUI) |
| 26. Juli 2021 21:00 Uhr (Ortszeit) | 14:00 Uhr (MESZ) | Punkte: Plum 10    |         | Punkte: Yang 8 | Aomi Urban Sports Park Schiedsrichter: Sara El-Sharnouby (EGY), Markos Michaelides (SUI) |
| 26. Juli 2021 21:00 Uhr (Ortszeit) | 14:00 Uhr (MESZ) |                    |         |                | Aomi Urban Sports Park Schiedsrichter: Sara El-Sharnouby (EGY), Markos Michaelides (SUI) |

| 26. Juli 2021 21:25 Uhr (Ortszeit) | 14:25 Uhr (MESZ) | Frankreich       | 17 – 14 | ROC                                      | Aomi Urban Sports Park Schiedsrichter: Jasmina Juras (SRB), Shi Qirong (CHN) |
| 26. Juli 2021 21:25 Uhr (Ortszeit) | 14:25 Uhr (MESZ) |                  |         |                                          | Aomi Urban Sports Park Schiedsrichter: Jasmina Juras (SRB), Shi Qirong (CHN) |
| 26. Juli 2021 21:25 Uhr (Ortszeit) | 14:25 Uhr (MESZ) | Punkte: Touré 10 |         | Punkte: Tscherepanowa, Frolkina, Kosik 4 | Aomi Urban Sports Park Schiedsrichter: Jasmina Juras (SRB), Shi Qirong (CHN) |
| 26. Juli 2021 21:25 Uhr (Ortszeit) | 14:25 Uhr (MESZ) |                  |         |                                          | Aomi Urban Sports Park Schiedsrichter: Jasmina Juras (SRB), Shi Qirong (CHN) |

| 27. Juli 2021 13:30 Uhr (Ortszeit) | 6:30 Uhr (MESZ) | Vereinigte Staaten | 18 – 20 | Japan              | Aomi Urban Sports Park Schiedsrichter: Jewgeni Ostrowski (RUS), Shi Qirong (CHN) |
| 27. Juli 2021 13:30 Uhr (Ortszeit) | 6:30 Uhr (MESZ) |                    |         |                    | Aomi Urban Sports Park Schiedsrichter: Jewgeni Ostrowski (RUS), Shi Qirong (CHN) |
| 27. Juli 2021 13:30 Uhr (Ortszeit) | 6:30 Uhr (MESZ) | Punkte: Dolson 8   |         | Punkte: Yamamoto 7 | Aomi Urban Sports Park Schiedsrichter: Jewgeni Ostrowski (RUS), Shi Qirong (CHN) |
| 27. Juli 2021 13:30 Uhr (Ortszeit) | 6:30 Uhr (MESZ) |                    |         |                    | Aomi Urban Sports Park Schiedsrichter: Jewgeni Ostrowski (RUS), Shi Qirong (CHN) |

| 27. Juli 2021 13:55 Uhr (Ortszeit) | 6:55 Uhr (MESZ) | China          | 21 – 8 | Mongolei               | Aomi Urban Sports Park Schiedsrichter: Cecília Tóth (HUN), Sara El-Sharnouby (EGY) |
| 27. Juli 2021 13:55 Uhr (Ortszeit) | 6:55 Uhr (MESZ) |                |        |                        | Aomi Urban Sports Park Schiedsrichter: Cecília Tóth (HUN), Sara El-Sharnouby (EGY) |
| 27. Juli 2021 13:55 Uhr (Ortszeit) | 6:55 Uhr (MESZ) | Punkte: Wan 10 |        | Punkte: Chimeddolgor 5 | Aomi Urban Sports Park Schiedsrichter: Cecília Tóth (HUN), Sara El-Sharnouby (EGY) |
| 27. Juli 2021 13:55 Uhr (Ortszeit) | 6:55 Uhr (MESZ) |                |        |                        | Aomi Urban Sports Park Schiedsrichter: Cecília Tóth (HUN), Sara El-Sharnouby (EGY) |

| 27. Juli 2021 17:00 Uhr (Ortszeit) | 10:00 Uhr (MESZ) | Frankreich       | 22 – 12 | Rumänien                      | Aomi Urban Sports Park Schiedsrichter: Glenn Tuitt (USA), Su Yu-yen (TPE) |
| 27. Juli 2021 17:00 Uhr (Ortszeit) | 10:00 Uhr (MESZ) |                  |         |                               | Aomi Urban Sports Park Schiedsrichter: Glenn Tuitt (USA), Su Yu-yen (TPE) |
| 27. Juli 2021 17:00 Uhr (Ortszeit) | 10:00 Uhr (MESZ) | Punkte: Touré 11 |         | Punkte: Ursu-Kim, Stoenescu 4 | Aomi Urban Sports Park Schiedsrichter: Glenn Tuitt (USA), Su Yu-yen (TPE) |
| 27. Juli 2021 17:00 Uhr (Ortszeit) | 10:00 Uhr (MESZ) |                  |         |                               | Aomi Urban Sports Park Schiedsrichter: Glenn Tuitt (USA), Su Yu-yen (TPE) |

| 27. Juli 2021 17:25 Uhr (Ortszeit) | 10:25 Uhr (MESZ) | ROC                | 17 – 9 | Italien         | Aomi Urban Sports Park Schiedsrichter: Marek Maliszewski (POL), Vanessa Devlin (AUS) |
| 27. Juli 2021 17:25 Uhr (Ortszeit) | 10:25 Uhr (MESZ) |                    |        |                 | Aomi Urban Sports Park Schiedsrichter: Marek Maliszewski (POL), Vanessa Devlin (AUS) |
| 27. Juli 2021 17:25 Uhr (Ortszeit) | 10:25 Uhr (MESZ) | Punkte: Frolkina 6 |        | Punkte: Rulli 5 | Aomi Urban Sports Park Schiedsrichter: Marek Maliszewski (POL), Vanessa Devlin (AUS) |
| 27. Juli 2021 17:25 Uhr (Ortszeit) | 10:25 Uhr (MESZ) |                    |        |                 | Aomi Urban Sports Park Schiedsrichter: Marek Maliszewski (POL), Vanessa Devlin (AUS) |

### Finalrunde

#### Viertelfinale
| 27. Juli 2021 20:30 Uhr (Ortszeit) | 13:30 Uhr (MESZ) | China                | 19 – 13 | Italien                     | Aomi Urban Sports Park Schiedsrichter: Vanessa Devlin (AUS), Vlad Ghizdareanu (ROU) |
| 27. Juli 2021 20:30 Uhr (Ortszeit) | 13:30 Uhr (MESZ) |                      |         |                             | Aomi Urban Sports Park Schiedsrichter: Vanessa Devlin (AUS), Vlad Ghizdareanu (ROU) |
| 27. Juli 2021 20:30 Uhr (Ortszeit) | 13:30 Uhr (MESZ) | Punkte: Wang Lili 11 |         | Punkte: Consolini, D’Alie 5 | Aomi Urban Sports Park Schiedsrichter: Vanessa Devlin (AUS), Vlad Ghizdareanu (ROU) |
| 27. Juli 2021 20:30 Uhr (Ortszeit) | 13:30 Uhr (MESZ) |                      |         |                             | Aomi Urban Sports Park Schiedsrichter: Vanessa Devlin (AUS), Vlad Ghizdareanu (ROU) |

| 27. Juli 2021 21:50 Uhr (Ortszeit) | 14:50 Uhr (MESZ) | Japan               | 14 – 16 | Frankreich      | Aomi Urban Sports Park Schiedsrichter: Jewgeni Ostrowski (RUS), Jasmina Juras (SRB) |
| 27. Juli 2021 21:50 Uhr (Ortszeit) | 14:50 Uhr (MESZ) |                     |         |                 | Aomi Urban Sports Park Schiedsrichter: Jewgeni Ostrowski (RUS), Jasmina Juras (SRB) |
| 27. Juli 2021 21:50 Uhr (Ortszeit) | 14:50 Uhr (MESZ) | Punkte: Shinozaki 7 |         | Punkte: Paget 5 | Aomi Urban Sports Park Schiedsrichter: Jewgeni Ostrowski (RUS), Jasmina Juras (SRB) |
| 27. Juli 2021 21:50 Uhr (Ortszeit) | 14:50 Uhr (MESZ) |                     |         |                 | Aomi Urban Sports Park Schiedsrichter: Jewgeni Ostrowski (RUS), Jasmina Juras (SRB) |

#### Halbfinale
| 28. Juli 2021 17:00 Uhr (Ortszeit) | 10:00 Uhr (MESZ) | Vereinigte Staaten   | 18 – 16 | Frankreich             | Aomi Urban Sports Park Schiedsrichter: Jasmina Juras (SRB), Vlad Ghizdareanu (ROU) |
| 28. Juli 2021 17:00 Uhr (Ortszeit) | 10:00 Uhr (MESZ) |                      |         |                        | Aomi Urban Sports Park Schiedsrichter: Jasmina Juras (SRB), Vlad Ghizdareanu (ROU) |
| 28. Juli 2021 17:00 Uhr (Ortszeit) | 10:00 Uhr (MESZ) | Punkte: Gray, Plum 6 |         | Punkte: Cata-Chitiga 8 | Aomi Urban Sports Park Schiedsrichter: Jasmina Juras (SRB), Vlad Ghizdareanu (ROU) |
| 28. Juli 2021 17:00 Uhr (Ortszeit) | 10:00 Uhr (MESZ) |                      |         |                        | Aomi Urban Sports Park Schiedsrichter: Jasmina Juras (SRB), Vlad Ghizdareanu (ROU) |

| 28. Juli 2021 18:10 Uhr (Ortszeit) | 11:10 Uhr (MESZ) | ROC              | 21 – 14 | China             | Aomi Urban Sports Park Schiedsrichter: Cecília Tóth (HUN), Marek Maliszewski (POL) |
| 28. Juli 2021 18:10 Uhr (Ortszeit) | 11:10 Uhr (MESZ) |                  |         |                   | Aomi Urban Sports Park Schiedsrichter: Cecília Tóth (HUN), Marek Maliszewski (POL) |
| 28. Juli 2021 18:10 Uhr (Ortszeit) | 11:10 Uhr (MESZ) | Punkte: Kosik 10 |         | Punkte: Zhiting 7 | Aomi Urban Sports Park Schiedsrichter: Cecília Tóth (HUN), Marek Maliszewski (POL) |
| 28. Juli 2021 18:10 Uhr (Ortszeit) | 11:10 Uhr (MESZ) |                  |         |                   | Aomi Urban Sports Park Schiedsrichter: Cecília Tóth (HUN), Marek Maliszewski (POL) |

#### Spiel um Bronze
| 28. Juli 2021 20:45 Uhr (Ortszeit) | 13:45 Uhr (MESZ) | Frankreich      | 14 – 16 | China               | Aomi Urban Sports Park Schiedsrichter: Jewgeni Ostrowski (RUS), Jasmina Juras (SRB) |
| 28. Juli 2021 20:45 Uhr (Ortszeit) | 13:45 Uhr (MESZ) |                 |         |                     | Aomi Urban Sports Park Schiedsrichter: Jewgeni Ostrowski (RUS), Jasmina Juras (SRB) |
| 28. Juli 2021 20:45 Uhr (Ortszeit) | 13:45 Uhr (MESZ) | Punkte: Touré 8 |         | Punkte: Wang Lili 9 | Aomi Urban Sports Park Schiedsrichter: Jewgeni Ostrowski (RUS), Jasmina Juras (SRB) |
| 28. Juli 2021 20:45 Uhr (Ortszeit) | 13:45 Uhr (MESZ) |                 |         |                     | Aomi Urban Sports Park Schiedsrichter: Jewgeni Ostrowski (RUS), Jasmina Juras (SRB) |

#### Finale
| 28. Juli 2021 21:55 Uhr (Ortszeit) | 14:55 Uhr (MESZ) | Vereinigte Staaten | 18 – 15 | ROC                | Aomi Urban Sports Park Schiedsrichter: Edmond Ho (HKG), Cecília Tóth (HUN) |
| 28. Juli 2021 21:55 Uhr (Ortszeit) | 14:55 Uhr (MESZ) |                    |         |                    | Aomi Urban Sports Park Schiedsrichter: Edmond Ho (HKG), Cecília Tóth (HUN) |
| 28. Juli 2021 21:55 Uhr (Ortszeit) | 14:55 Uhr (MESZ) | Punkte: Dolson 7   |         | Punkte: Logunowa 6 | Aomi Urban Sports Park Schiedsrichter: Edmond Ho (HKG), Cecília Tóth (HUN) |
| 28. Juli 2021 21:55 Uhr (Ortszeit) | 14:55 Uhr (MESZ) |                    |         |                    | Aomi Urban Sports Park Schiedsrichter: Edmond Ho (HKG), Cecília Tóth (HUN) |

### Medaillengewinnerinnen
| Rang   | Medaillengewinnerinnen                                                      |
| ------ | --------------------------------------------------------------------------- |
| Gold   | Vereinigte Staaten Stefanie Dolson, Allisha Gray, Kelsey Plum, Jackie Young |
| Silber | ROC Olga Frolkina, Julija Kosik, Anastassija Logunowa, Marija Tscherepanowa |
| Bronze | China Wan Jiyuan, Wang Lili, Yang Shuyu, Zhang Zhiting                      |

## Weblink
- Basketball auf der Homepage der Spiele